# Ramona Town Hall
Ramona Town Hall  es un edificio histórico ubicado en Ramona, California.  Ramona Town Hall se encuentra inscrito  en el Registro Nacional de Lugares Históricos desde el 26 de septiembre de 1994. 

## Ubicación
Ramona Town Hall se encuentra dentro del condado de San Diego en las coordenadas 33°02′41″N 116°51′48″O / 33.044722, -116.863333.